# 2-й Массачусетский кавалерийский полк

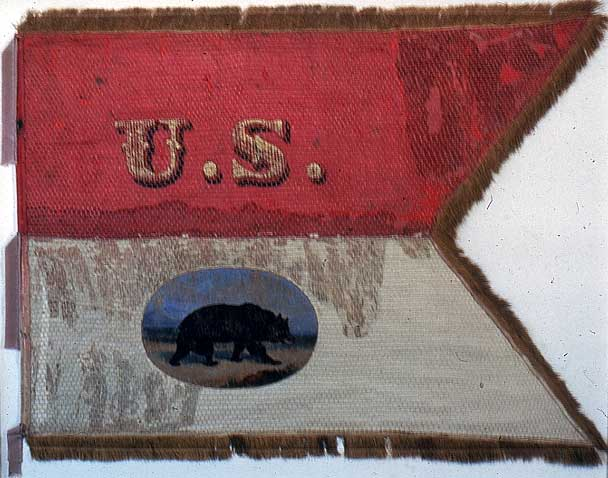
Вымпел «Калифорнийской сотни»

2-й Массачусетский кавалерийский полк — добровольческий кавалерийский полк в армии США во время Гражданской войны.

## Формирование
В конце лета 1862 года группа уроженцев восточных штатов, проживавших в Калифорнии, обратилась к губернатору штата Массачусетс Джону Эндрю с предложением отправить отряд из 100 кавалеристов для службы в массачусетском полку. Губернатор согласился при условии, что отряд сам позаботится об обмундировании, необходимых припасах и проезде до Бостона. «Калифорнийская сотня» была сформирована в Сан-Франциско 10 декабря, и водным путём была доставлена на Восточное побережье. 4 января 1863 года отряд прибыл в лагерь Мейгс в г. Ридвилл, где составил роту A 2-го Массачусетского кавалерийского полка. Командиром роты был назначен капитан Джеймс Сьюэлл Рид из Первого отряда лёгких драгун (2-я бригада калифорнийского ополчения).
Тогда же в лагере Мейгс из жителей восточной части штата Массачусетс были сформированы роты B, C, D, G, H, I и K.
После нескольких недель обучения роту перевели в форт Монро в штате Вирджиния, и 22 февраля на мысе Глостер-Пойнт калифорнийцы приступили к несению службы в составе IV корпуса генерал-майора Эразмуса Киза. Здесь к «Калифорнийской сотне» присоединились роты B, C, D и K под командованием майора Каспара Крауниншильда.
В марте и апреле из Калифорнии прибыло ещё 400 добровольцев во главе с майором Де Уиттом Клинтоном Томпсоном (т. н. «Калифорнийский батальон»), которые составили роты E, F, L и M 2-го Массачусетского кавалерийского полка. После обучения 12 мая они были направлены на оборону г. Вашингтона, где 16 мая вошли в состав XXII корпуса генерал-майора Хейнцельмана.

## Командиры
- 10.05.1863-20.10.1864 — полковник Чарльз Расселл Лоуэлл
- 18.11.1864-xx.xx.xxxx — полковник Каспар Крауниншильд